# Gewone eendagsvliegen
Gewone eendagsvliegen (Ephemeridae) zijn een familie van haften (Ephemeroptera).

## Kenmerken
Deze dieren hebben een 1 tot 3,4 cm lang lichaam met 2 of 3 lange staartborstels. De driehoekige, geaderde voorvleugels zijn doorzichtig of bruinachtig.

## Leefwijze
De nimfen graven in het slik op de bodem, met gebruikmaking van hun tangvormige onderkaken. Ze eten organisch bodemmateriaal. De imagines eten niet.

## Voortplanting
Een legsel bestaat uit duizenden eieren, die rechtstreeks in het water worden afgezet.

## Verspreiding en leefgebied
Deze soort komt wereldwijd voor in begroeiing bij zoete wateren, behalve in Australië.

## Geslachten
De familie Ephemeridae omvat de volgende geslachten:
- Afromera Demoulin, 1955
- Eatonica Navás, 1913
- Eatonigenia Ulmer, 1939
- Ephemera Linnaeus, 1758
- Hexagenia Walsh, 1863
- Litobrancha McCafferty, 1971
- Pentagenia Walsh, 1863

## In Nederland voorkomende soorten
- Genus: Ephemera
  - Ephemera danica - (Breedstreepeendagsvlieg)
  - Ephemera glaucops - (Vierlijneendagsvlieg)
  - Ephemera lineata - (Zeslijneendagsvlieg)
  - Ephemera vulgata - (Driehoekeendagsvlieg)